# پیشینه پویانمایی
پیشینه پویانمایی مدت‌ها قبل از پیشرفت فیلم‌برداری آغاز شد. احتمالاً انسان‌ها سعی کردند که حرکت را در دوره پارینه‌سنگی به تصویر بکشند. خیلی بعد، سایه‌بازی و فانوس جادو (از حدود سال ۱۶۵۹) نمایش‌های مشهوری را بر روی صفحه نمایش ارائه می‌داد که در نتیجه دستکاری با دست و / یا مکانیک‌های جزئی حرکت می‌کرد. دیسک استروبوسکوپی (که بیشتر به عنوان فریب‌بین شناخته می‌شود) اصول پویانمایی مدرن را معرفی کرد، که ده‌ها سال بعد نیز زمینه فیلمبرداری را فراهم نمود. بین سالهای ۱۸۹۵ و ۱۹۲۰، در طی ظهور صنعت سینما، چندین تکنیک انیمیشن مختلف، از جمله استاپ‌موشن، عروسک‌ها، خاک رس یا برش‌ها، و پویانمایی خمیری یا کات اوت توسعه یافت. انیمیشن نقاشی شده روی سل، در غالب قرن بیستم روش غالب بود و به عنوان سل انیمیشن شناخته شد.
امروزه، پویانمایی رایانه‌ای به تکنیک غالب انیمیشن تبدیل شده است (در حالی که انیمه ژاپنی و سل انیمیشن اروپا همچنان محبوبیت زیادی دارند). پویانمایی رایانه‌ای بیشتر با ظاهری سه بعدی با سایه زنی دقیق همراه است، اگرچه بسیاری از سبک‌های مختلف انیمیشن با رایانه‌ها تولید یا شبیه‌سازی شده‌اند. برخی از تولیدات ممکن است به عنوان انیمیشن فلش شناخته شود، اما در واقع، یک پویانمایی رایانه‌ای با ظاهری نسبتاً دو بعدی محسوب می‌شود که به‌طور کلی «انیمیشن سنتی» تلقی می‌شود. به عنوان مثال، نخستین فیلم سینمایی ساخته شده در کامپیوتر، بدون دوربین فیلم‌برداری، امدادگران: مأموریت زیرزمینی (۱۹۹۰) است، اما به سختی می‌توان سبک آن را از سل انیمیشن متمایز کرد.

## تاریخچه
نمونه‌های اولیه از تلاش برای ثبت پدیده حرکت در تصاویر ثابت را می‌توان در نقاشی‌های غارهای دوران پارینه سنگی یافت که حیوانات اغلب دارای چندین دست و پا هستند و در حالت‌های مختلف نشان داده شده‌اند که مقصود از آن‌ها به‌وضوح، رساندن حس حرکت است.
یک جام سفالی که در شهر سوخته ۵۲۰۰ ساله در جنوب شرقی ایران کشف شد، احتمالاً قدیمی‌ترین نمونه از انیمیشن را نشان می‌دهد. این جام دارای ۵ تصویر متوالی است که یک بز کوهی ایرانی را نشان می‌دهد که در حال پرش برای خوردن برگ‌های یک درخت است.
نخستین نمونه‌ها ناشی از تصاویر ثابت بوده است؛ که می‌توان آن‌ها را در نقاشی غارها یافت کرد. جایی که حیوانات را با مجموعه‌های متعدد از پاها در موقعیت‌های متفاوت ترسیم می‌کردند.
یکی از نخستین دستگاه‌ها برای ایجاد تصاویر متحرک زنده‌گرد بود. نمونه اولیه زنده‌گرد در چین توسط مخترعی به نام دینگ هوآن ساخته شد.

پویانمایی سفالینه شهر سوخته - سیستان و بلوچستان

یک دیوار نمای مصری، در حدود ۴۰۰۰ سال قدمت دارد که کشتی‌گیران در حال ورزش را نشان می‌دهد. حتی ممکن است از نظر ظاهری به نقاشی‌های پویانمایی مشابه باشد. آنجا هیچ راهی برای نمایش تصاویر متحرک نبوده است. اما قصد هنرمند را از حرکت نشان می‌دهد.
کاسه سفالی قدیمی در ایران در شهر سوخته پیدا شده است و پنج تصاویر نقاشی شده در امتداد اطراف آن وجود دارد که مربوط به ۵۲۰۰ سال قبل است. مراحلی را نشان می‌دهد که مربوط به یک بز است در حال پریدن و رسیدن به میوه یک درخت. هر چند، تجهیزاتی برای نمایش متحرک تصاویر وجود نداشته، مانند یک سری از تصاویر که به مفهوم واقعی نمی‌توان آن‌ها را پویانمایی خواند.

### پویانمایی
پویانمایی یا همان انیمیشن (Animation)، هنر جان بخشیدن به اشکال و تصاویر ثابت است. هنر انیمیشن یا پویانمایی در تعریفی دیگر، یعنی تصاویر متحرک ضبط شده بر روی فریم‌های به هم پیوسته با این تفاوت و تمییز نسبت به فیلم، که هنرمند و خالق اثر بر تک تک فریم‌های ضبط شده آن قابلیت دست بردن و تغییر داشته باشد. به بیانی دیگر انیمیشن و پویانمایی، مجموعه‌ای از فریم‌های پیوسته است که هنرمند، آنها را تک تک ایجاد کرده و توهم حرکت را در آن به وجود آورده است. با این تعریف می‌توان فیلم زنده، انیمیشن و پویانمایی یا حتی جلوه‌های ویژه بصری ایجاد شده بر روی فیلم زنده را از هم تفکیک کرد. فرایند ایجاد توهم حرکت و تغییر بوسیله نمایش سریع یک سلسله از تصاویر ثابت است که تفاوت جزئی با هم دارند. تصور می‌شود که این توهم – به‌طور کلی تصاویر متحرک – به خاطر پدیده Phi باشد. انیماتورها، هنرمندانی هستند که در ساخت انیمیشن تخصص دارند.
Animation را می‌توان به‌وسیله یک رسانه آنالوگ، ورق‌های پویانما، فیلم تصاویر متحرک، نوار ویدئو و رسانه‌های دیجیتال مانند فرمت‌های GIF, Flash و ویدئوی دیجیتالی، ضبط کرد. برای نشان دادن انیمیشن، از یک دوربین دیجیتالی، کامپیوتر یا پروژکتور و تکنولوژی‌های جدیدی که تولید شده‌اند، استفاده می‌شود.
روش‌های پویانمایی شامل روش ساخت انیمیشن سنتی و شیوه‌های انیمیشن‌سازی استاپ موشن از اشیای دو بعدی یا سه بعدی، برش‌های کاغذی، عروسک و پیکرهای سفالی است. تصاویر به‌طور سریع و پشت سر هم، معمولاً با ۲۴، ۲۵، ۳۰ یا ۶۰ فریم در ثانیه، نشان داده می‌شوند.

## استودیوهای پویانمایی

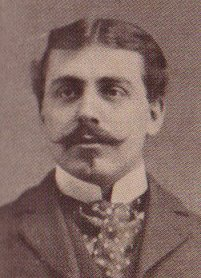
رائول باره

وینسور مک‌کی به عنوان پدر کارتون انیمیشن شهرت زیادی دارد که کمیک استریپ نمو کوچولو به نوشته خود را به یک فیلم بلند ۱۱ دقیقه‌ای تبدیل نمود و آن را به همراه جیمز استوارت بلکتون کارگردانی کرد که در ۸ آوریل ۱۹۱۱ اکران شد. با این حال، ایده اختصاص دادن یک استودیو مخصوص برای متحرک‌سازی کارتون‌ها توسط رائول باره اجرا شد و نخستین استودیو اختصاص داده شده به انیمیشن به نام استودیو باره را تأسیس کرد. رائول باره با تأسیس این استودیو، توانست از استودیو Bray Productions جان رندولف بری جلو بزند و مقام اول در تأسیس استودیو مخصوص پویانمایی را کسب کند.
گرچه عنوان نخستین استودیو از آن استودیوی رائول باره شد، ولی ارال هرد از استودیو Bray Productions، اختراعاتی برای تولید انبوه خروجی استودیو را طراحی کرد. از آنجایی که هرد این ثبت اختراع را تحت نام خود ثبت نکرد، آن را به استودیو بری تحویل داد و آنها شرکت پتنت Bray-Hurd را تشکیل دادند و این تکنیک‌ها را به سایر استودیوهای پویانمایی آن زمان فروختند. اختراعات مربوط به سازوکارهای تولید انیمیشن با استفاده از نقاشی روی صفحات سلولوئید شفاف و یک سیستم ثبت که تصاویر را ثابت نگه می‌داشت در این شرکت ثبت شد. همچنین بری تقسیم‌بندی اساسی کار که تا امروز در استودیوهای پویانمایی (انیماتورها، دستیاران، هنرمندان چیدمان و غیره) استفاده می‌شود، توسعه داد.

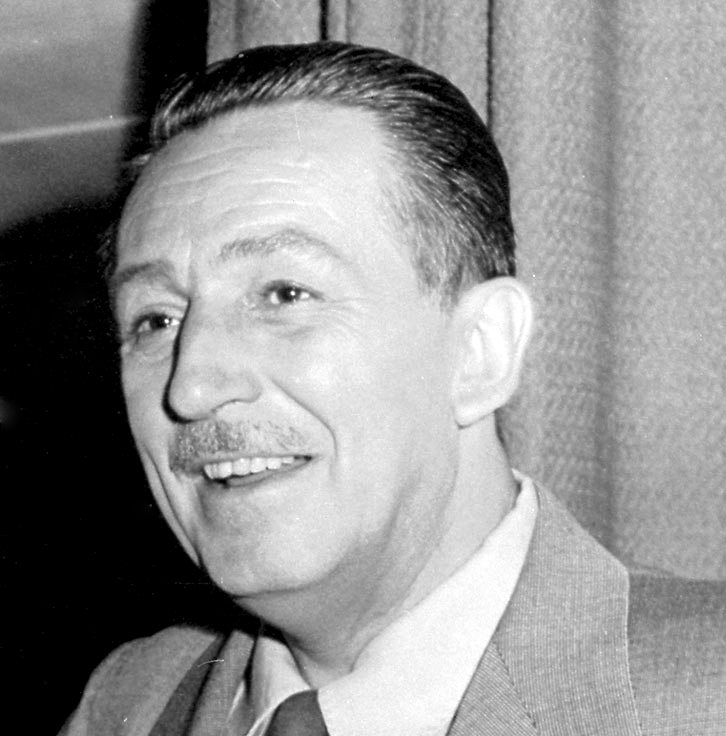
والت دیزنی

بزرگ‌ترین نام در استودیوهای پویانمایی در آن زمان، استودیو پویانمایی برادران دیزنی بود (که امروزه به عنوان استودیو انیمیشن والت دیزنی شناخته می‌شود) که توسط والت دیزنی و روی اولیور دیزنی تأسیس شد. این استودیو در ۱۶ اکتبر ۱۹۲۳ شروع به کار کرد و نخستین پویانمایی کوتاه خود را با نام کشتی بخار ویلی در سال ۱۹۲۸ ساخت که موفقیت‌های بسیار مهمی را کسب کرد، اگرچه دستاورد بزرگ در سال ۱۹۳۷ بود که استودیو دیزنی توانست فیلم بلند پویانمایی سفیدبرفی و هفت کوتوله را تولید کند، که پایه و اساس دیگر استودیوها را برای ساخت فیلم‌های کامل تشکیل داد. در سال ۱۹۳۲ فیلم گل‌ها و درخت‌ها، محصول شرکت والت دیزنی و یونایتد آرتیستس، نخستین جایزه اسکار بهترین پویانمایی کوتاه را از آن خود کرد. از دهه ۱۹۲۰ تا ۱۹۵۰ یا گاهی از ۱۹۱۱ تا مرگ والت دیزنی در سال ۱۹۶۶، عموماً به عنوان عصر طلایی انیمیشن آمریکا شناخته می‌شود زیرا دیزنی بسیار رشد کرد و شرکت وارنر برادرز کارتون و Metro-Goldwyn-Mayer cartoon به عنوان استودیوهای برجسته پویانمایی ظهور کردند. دیزنی پس از مدت‌ها همچنان در زمینه استعداد فنی در بین استودیوها پیشرو بود که در دستاوردهای آنها نیز مشاهده می‌شود. در سال ۱۹۴۱، یک انیماتور به نام اتو مسمر، نخستین تبلیغات تلویزیونی پویانمایی را برای تبلیغات/گزارش آب و هوا تولید کرد که تا سال ۱۹۴۹ در NBC-TV در نیویورک نمایش داده شد. این نخستین پویانمایی محسوب می‌شود که برای صفحه نمایش کوچکتر طراحی شده بود و قرار بود نخستین مجموعه تلویزیونی پویانمایی که مخصوص تلویزیون ساخته شود، Crusader Rabbit، در سال ۱۹۴۸ دنبال شود. خالق آن، الکس اندرسون، مجبور شد استودیو «Television Arts Productions» را به منظور تولید این مجموعه ایجاد کند، زیرا استودیوی قدیمی او، Terrytoons، از ساخت یک سریال پویانمایی برای تلویزیون خودداری کرد. از زمان انتشار Crusader Rabbit، بسیاری از استودیوها ساخت مجموعه تلویزیونی پویانمایی را سودآور دیدند و از آن زمان بسیاری وارد بازار تلویزیون شده‌اند، جوزف باربرا و ویلیام هانا مراحل تولید مجموعه تلویزیونی پویانمایی ماجراهای راف و ردی را آغاز کردند. گفته می‌شود که در سال ۱۹۵۸ عنوان ماجراهای هاکلبری هاوند نخستین کارتون نیم ساعته جهان است. این امر، همراه با موفقیت قبلی آنها در مجموعه تام و جری، استودیوی انیمیشن سازی آنها، H.B Enterprises (بعدها شرکت هانا-باربرا) را بر بازار مجموعه تلویزیونی پویانمایی در آمریکای شمالی در نیمه دوم قرن بیستم مسلط کرد.
در سال ۲۰۰۲، فیلم شرک، تولید شده توسط دریم‌ورکس انیمیشن و پی‌دی‌آی، نخستین جایزه اسکار بهترین فیلم پویانمایی را از آن خود کرد. از آن زمان، استودیوهای دیزنی/پیکسار بیشترین تعداد فیلم پویانمایی را تولید کردند که توانستند در اسکار برنده یا نامزد دریافت جایزه شوند.